# Impressions de Bagh de Madhya Pradesh

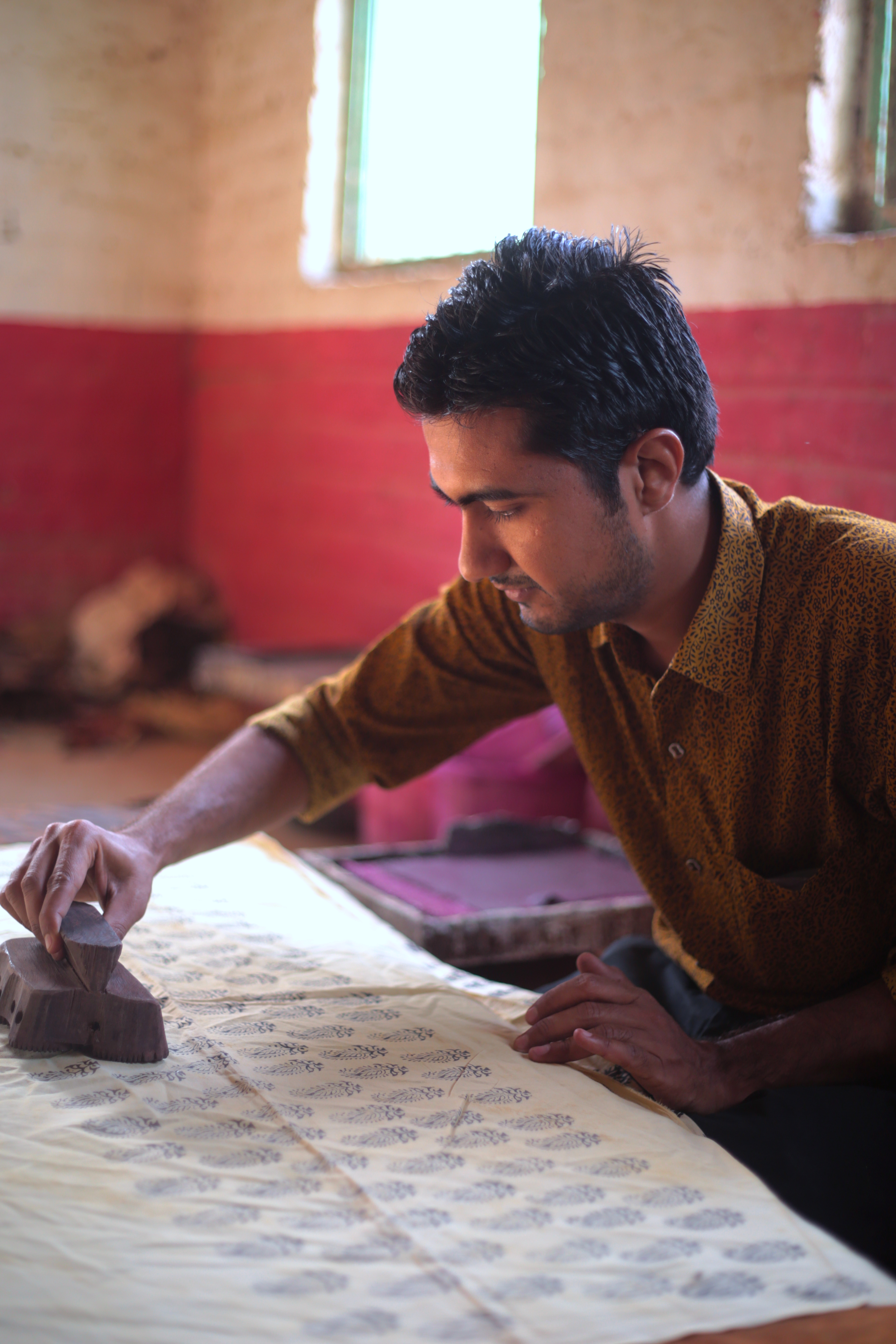
Impression manuelle au bloc de bois traditionnelle indienne des impressions de Bagh de Madhya Pradesh.

Les impressions de Bagh sont des estampes traditionnelles sur tissu imprimées à la main au bloc de bois dont l'art est pratiqué à Bagh, dans le district de Dhar à Madhya Pradesh, en Inde. Les tissus estampés de Bagh, avec des compositions géométriques et florales reproduites avec des couleurs végétales naturelles de rouge et noir sur fond blanc, sont des produits d'impression textile populaires,.
Les estampes Bagh font partie des indications géographiques de l'Inde et sont protégées en vertu de la loi de 1999 sur les indications géographiques des marchandises (Loi sur l’enregistrement et la protection — « GI Act ») du gouvernement de l'Inde. Elles ont été enregistrées par le Contrôleur général des brevets et marques de commerce sous le titre « Impressions de Bagh de Madhya Pradesh » (« Bagh Prints of Madhya Pradesh ») avec la balise « GI », selon l'Application numéro 98 de 2008, et un logotype a aussi été enregistré selon l'Application numéro 505 du 1er août 2015 dans la classe des textiles et produits textiles non compris dans d'autres classes,.

## Localisation
La petite ville de Bagh où cet artisanat est pratiqué se situe à une altitude de 240 m, au bord de la rivière Bagh, qui constitue un facteur majeur dans le développement des impressions dans cette ville. Le fleuve Narmada, situé à une trentaine de kilomètres de Bagh, une source pérenne, est également une source importante pour la pratique de cet art, en particulier pendant la saison sèche, lorsque la rivière Bagh s'assèche.

## Histoire
Les impressions de Bagh, comme on les connaît actuellement dans le Madhya Pradesh, ont été créées par la communauté des musulmans kshatriyas (convertis à l'Islam sous l'influence d'un saint soufi) en 1962 lorsqu'ils ont émigré de Manawar (en) à Bagh. Leurs ancêtres sont originaires de Larkana, dans le Sind (aujourd'hui au Pakistan), d'où ils ont migré à Mârvar au Rajasthan, puis à Manawar. La technique d'impression répandue dans le Sind qu'ils ont pratiquée est connue sous le nom d'impressions Ajrak. Cependant, les raisons de leur migration du Sind à travers l'Indus ne sont pas claires. Ils sont arrivés avec leur forme d'art traditionnel du procédé d'impression au bloc de bois et l'ont perpétué à leur nouveau lieu de peuplement, mais avec des innovations pour répondre aux tendances et pratiques locales de la région. Les impressions de Bagh se sont fait connaître quand ils se sont installés sur les rives de la rivière Bagh, dans le village du même nom. Dans cette technique d’impression, on utilise comme toile de coton et de soie un mélange de plombages corrodés, d’alum et d’alizarine. Les dessins sont conçus par des artisans qualifiés. Une fois le processus d'impression terminé, le tissu imprimé est soumis à des lavages répétés dans les eaux vives de la rivière, puis séché au soleil pendant une période déterminée pour obtenir le lustre fin,,.
La migration de la communauté Chhipa (en) du Sind serait également due au harcèlement d'un roi brahmane. Après avoir émigré du Sind, leur première installation s'est faite à Pali (près de Jodhpur au Rajasthan). En raison d'une grave famine, ils s'installèrent à Gautampur, dans la région de Malwa. À cette époque, une nouvelle ligne de chemin de fer était mise en place à Gautampur, ce qui les obligeait à déménager de Gautampur à Manawar (en), dans le district de Dhar, dans le Madhya Pradesh. Un autre facteur en faveur de leur décision de se déplacer était la proximité de la rivière Bagh avec le village de Bagh ; la condition essentielle pour la teinture végétale est l'eau vive de rivière pour nettoyer, ce rendait cet endroit idéal pour cette pratique,.
Les impressions de Bagh ont « un héritage générationnel ». Ismail Sulemanji Khatri (en) est le principal artisan qui a émigré dans le village de Bagh avec son groupe dans les années 1960. Il a ensuite donné une forme et une nouvelle approche à la technique d’impression au bloc de bois, qui était alors utilisé sous une forme pratiquement rudimentaire chez 80% des tribus, appelées les Adivasis. Cependant, cette forme d'art a souffert dans les années 1960, quand de nombreux artisans se sont tournés vers l'adoption de tissus synthétiques. Mais Ismail Khatri a conservé sa technique et a fait de nombreuses improvisations. L'une des pratiques qu'il a reprises était l'ancienne technique de réutilisation des blocs traditionnels datant de 200 à 300 ans, qui étaient des motifs ou des dessins de peintures figurant dans les peintures rupestres datant de 1 500 ans,.
Certains des motifs gravés sur les blocs représentaient Nariyal Zaal et Ghevar Zaal en se basant sur les peintures du Taj Mahal, Saj, Dakmandwa, Chameli ou jasmin, Maithir ou champignon, Leheriya et Jurvaria ou de petits points sur le champ. Les autres innovations introduites par Khatri sont la conception en blocs du motif Jali du Taj Mahal et des forts dans la région ; il a normalisé l'utilisation de couleurs primaires de rouge à base d'alun et de limaille corrodée de fer pour le noir ; a développé des colorants jaunes et verts à base de végétaux. Sa principale innovation était de créer ces impressions de Bagh sur différents types de tissus en imprimant dessus. Sa conception innovante d'une couverture de lit, qu'il imprimait avec ses motifs au moyen de 1 200 blocs différents, lui valut le National Award en 1984,.
En 2011, cette forme d'art a pris un nouvel élan lorsque les designs d'impressions Bagh ont été choisis dans un thème de tableau de l'État du Madhya Pradesh lors du Défilé du Jour de la République à New Delhi du 26 janvier : Shal Bhanjika, l'astre céleste du XIe siècle fixé sur le tableau, était revêtu de ce tissu imprimé.

## Processus
Le processus général inclut le tissage et l’impression à la main avec les motifs géométriques, l’utilisation imaginative de couleurs naturelles rouge et noir, la mise à profit des propriétés chimiques de la rivière et l’utilisation efficace des couleurs ; il nécessite des phases de préimpression, d'impression et de post-impression,.

### Matières premières
Les matériaux utilisés pour confectionner le tissu imprimé, en fonction des commandes reçues pour le produit fini, sont une large gamme de tissus, tels que la robe en coton Maheshwari, la soie Kosa, les tapis en coton, la mousseline de soie, le tissu crêpe georgette et la soie de mûrier. Des blocs d'impression en bois avec les motifs requis pour créer les impressions sur le tissu sont achetés dans l'État de Pethapur (en), à Gandhinagar ou à Jaipur. Les spécifications pour les tissus de coton sont les suivantes : du coton fin (Mulmul) pour la confection de saris, dupattas et costumes de salwar ; du coton cambrique pour le matériel vestimentaire ; tissu de taille 20x20 pour les draps ou les couvertures. Les autres matériaux nécessaires sont le Cenchuraou ou sel brut, l’aarandikatel ou huile de ricin, des excréments moulus de chèvre, du fitkari ou alun, du hirakasish ou sulfate de fer, du jaggery, une pellicule extérieure de grenade, des feuilles d'indigo, du citron vert, du Sajji (en), des feuilles de Dhavdi, du mengni, du sulfate de fer, du chiyan ou poudre de graine de tamarin, de la dhavdakaphool (fleur) pour le polissage et la fixation, et de l'alizarine (colorants non rouges) pour la fixation des couleurs,.
Certains des vieux blocs utilisés pour l'impression portent des noms particuliers tels que : Aabotchabutta, Ahmedabadisaaj, Attha, Chaukada, Nandana, Khedekabodh, Indoriaddya, Indoribodh, Indorisaaj, Jawareya, Jodhpuri, Laheriya, Lahiya, Makhi, Frontière de Molya, Molyabodh, Nandanakimirache, Nareyal, Palliwalizanjira, Teekoni, Thuddi et Zanjiri.

### Processus de pré-impression
Lors du processus de pré-impression, le tissu constitué de 100 feuilles simples est soumis à un nettoyage à l'eau et à des coups de pierre dans la rivière pour éliminer tout l'amidon. Il est ensuite maintenu trempé dans l'eau de la rivière pendant environ 2 heures, puis séché.

### ProcessusBhatti

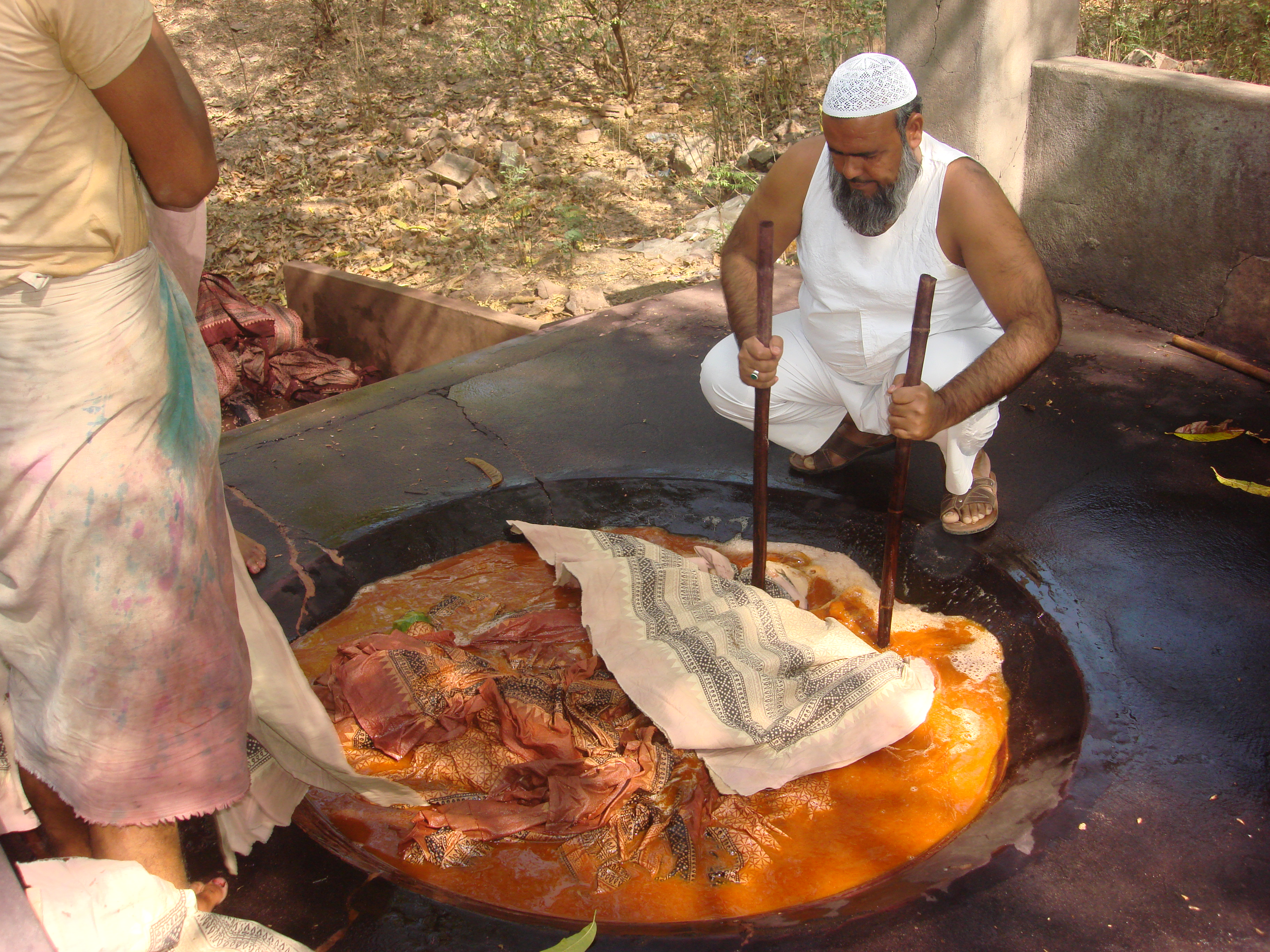
Mohammed Yusuf Khatri travaillant sur le processus Bhatti, lors de la phase Tapai.

Le tissu lavé est un type particulier de tissu appelé Vichliya, qui est ensuite soumis à un processus d'ébullition en atelier dans une chaudière ouverte  — ou bhatti — remplie d'un mélange d’Aal (alizarine), de racines de fleurs Dhawdi et d'eau. Ce processus d'ébullition est effectué pendant 4 heures pour garantir que le tissu soit correctement teint. Après avoir retiré le tissu du bhatti, il est soumis au processus de nettoyage à l'eau. Ensuite, dans le processus suivant, appelé Tapai, les tissus comme le coton, le tussar, la crêpe georgette et la soie sont trempés dans la bhatti toute la nuit et sont ensuite séchés après avoir été lavés dans l’eau de la rivière. Ensuite, dans un seau en ciment, on prépare un mélange d’excréments de chèvres, de sel brut connu localement sous le nom de sanchura, d’huile de ricin et de l’eau, puis le tissu est immergé et piétiné. Dans le processus suivant, le tissu est soumis à un séchage en couches sur une surface de sol inclinée. Le tissu séché est soigneusement rincé à l'eau et préparé pour l'impression,.
Le processus d'impression est effectué dans un bac en bois appelé localement paliya, qui est fabriqué avec un treillis de bambou et recouvert d'une pâte de couleur noire ou rouge. Ensuite, le tissu humide est placé sur le plateau en couches et laissé tremper. Le tissu imbibé est retiré et étalé sur une dalle de pierre recouverte de sept couches de jute, puis l’impression est effectuée sur le tissu étiré. Une fois l’impression terminée, le sari est sujet à un séchage de huit jours,.
À l'avant-dernière étape du traitement, le tissu est rincé à l'eau vive de la rivière Bagh et séché. Dans le processus final, le tissu est plongé dans une solution de fleurs de dhawadi (woodfordia fruticosa) et d’ailzarin (racine de Morinda Tinctoria). Suivent le Tapai et le séchage. Enfin, le tissu imprimé Bagh est prêt,.
La fabrication d'un tissu en soie imprimé nécessite le double de temps par rapport à un tissu en coton,.

### Expérimentations
Initialement, Mohammed Yusuf Khatri, Mohammed Bilal Khatri (d) et Mohammed Kazeem Khatri et leurs familles ont confectionné des vêtements traditionnels répondant aux besoins de divers groupes de castes résidant dans la région tribale de Bagh. De castes et de familles différentes, ils portaient des robes différentes avec des étiquettes d'identification spécifiques de la communauté tribale Bhil et Bhilala. Certains des Khatris ont mis au point des modèles répondant aux goûts urbains de la fin des années 1980 ; ces dessins couvrent les saris, les Salwar kameez, les housses pour coussins et tables, les saree en soie imprimée, la soie tusser, les tiges en soie, les écharpes, etc. Certains membres de la famille ont également fabriqué des blocs de bois et des couleurs novateurs qui ont été acceptés sur le marché national et international pour leur longue durée de vie. Il s’agit de l’artisanat, comme l’impression en bloc sur du daim en bambou, du cuir, du jute et d’autres matériaux, en plus du tissu,.

### Contrôle de qualité
Le commissaire au développement (artisanat) du gouvernement indien du Madhya Pradesh exerce un contrôle sur la qualité avec la collaboration des artisans. Les artisans eux-mêmes disposent d'un mécanisme de contrôle de la qualité interne à travers les différentes étapes de leur production par le biais de maîtres artisans.